# Хінє (Севниця)
Хінє (словен. Hinje) — поселення в общині Севниця, Споднєпосавський регіон, Словенія. Висота над рівнем моря: 316,6 м.